# Indigofera
Die Gattung Indigofera ist mit etwa 700 Arten die drittgrößte Pflanzengattung innerhalb der Familie der Hülsenfrüchtler (Fabaceae). Der Gattungsname bezieht sich darauf, dass einige Arten den blauen Farbstoff Indigo enthalten.

## Beschreibung

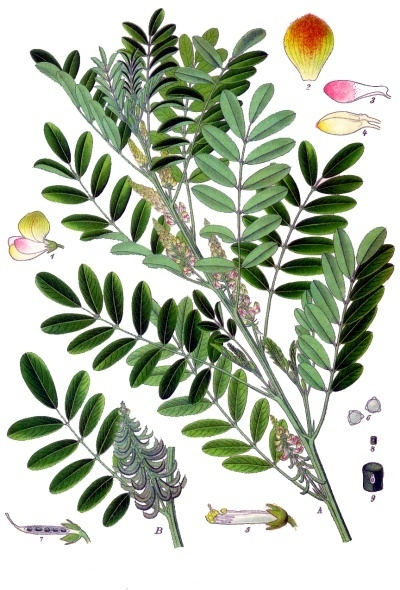
Illustration von Indigofera suffruticosa

### Vegetative Merkmale
Bei Indigofera-Arten handelt sich um selten einjährige, meist ausdauernde krautige Pflanzen, Sträucher oder kleine Bäume. Die meisten Pflanzenteile sind filzig behaart.
Die Laubblätter sind paarig oder meist unpaarig gefiedert, bei einigen Arten sind sie einfach oder bis auf ein Fiederblatt reduziert. Die Ränder der Blätter beziehungsweise Fiederblätter sind glatt. Selten sind Drüsen auf den Blättern vorhanden. Die Nebenblätter sind haltbar oder fallen früh ab.

### Generative Merkmale
Die Blüten stehen einzeln in den Blattachseln oder in achselständigen traubigen oder ährigen Blütenständen zusammen mit meist früh abfallenden Tragblättern. Deckblätter fehlen.
Die zwittrigen Schmetterlingsblüten sind zygomorph und fünfzählig mit doppelter Blütenhülle (Perianth). Die fünf Kelchblätter sind glocken- oder becherförmig verwachsen. Die fünf Kelchzähne sind fast gleich oder der unterste ist länger. Die Kronblätter sind oft rosa, rot oder orange, selten weiß oder gelb gefärbt. Die Fahne ist an ihrer Basis kurz genagelt. Das Schiffchen besitzt oft einen Sporn, der mit den Flügeln verwachsen ist. Die Flügel sind schmal. Neun der zehn Staubblätter sind verwachsen. Das Fruchtblatt enthält viele oder nur ein bis viele Samenanlagen. Der lineale, meist unbehaarte Griffel endet in einer kopfigen Narbe.
Die Hülsenfrüchte sind länglich bis bleistift- oder kugelförmig und enthalten drei bis vier Samen. Das Hilum ist klein. Die zwei Keimblätter (Kotyledonen) sind ungleich.

## Verbreitung
Die Gattung Indigofera ist weltweit in tropischen bis warm gemäßigten Klimaten verbreitet. Ihr Verbreitungsschwerpunkt liegt jedoch mit ungefähr 490 Arten in Afrika und Madagaskar.

## Systematik
Die Gattung Indigofera wurde 1753 durch Carl von Linné in Species Plantarum, Tomus II, S. 751 aufgestellt. Typusart ist  Indigofera tinctoria L. Ein Synonym für Indigofera L. ist Bremontiera DC.
Die Gattung Indigofera gehört zur Tribus Indigofereae in der Unterfamilie der Schmetterlingsblütler (Faboideae) innerhalb der Familie der Hülsenfrüchtler (Fabaceae).
Innerhalb der Gattung Indigofera gibt es etwa 30 Sektionen und etwa 700 Arten.

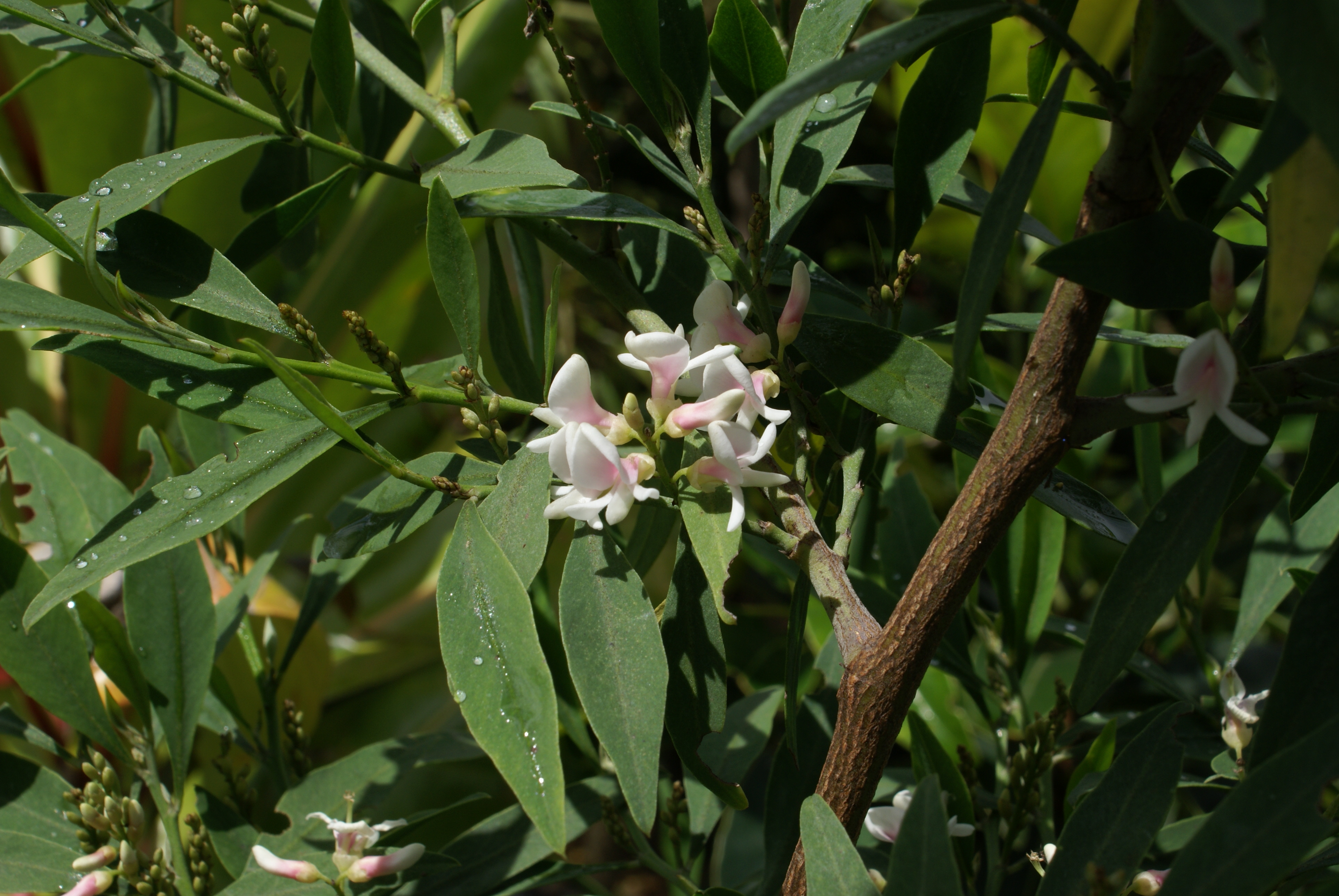
Indigofera ammoxylum

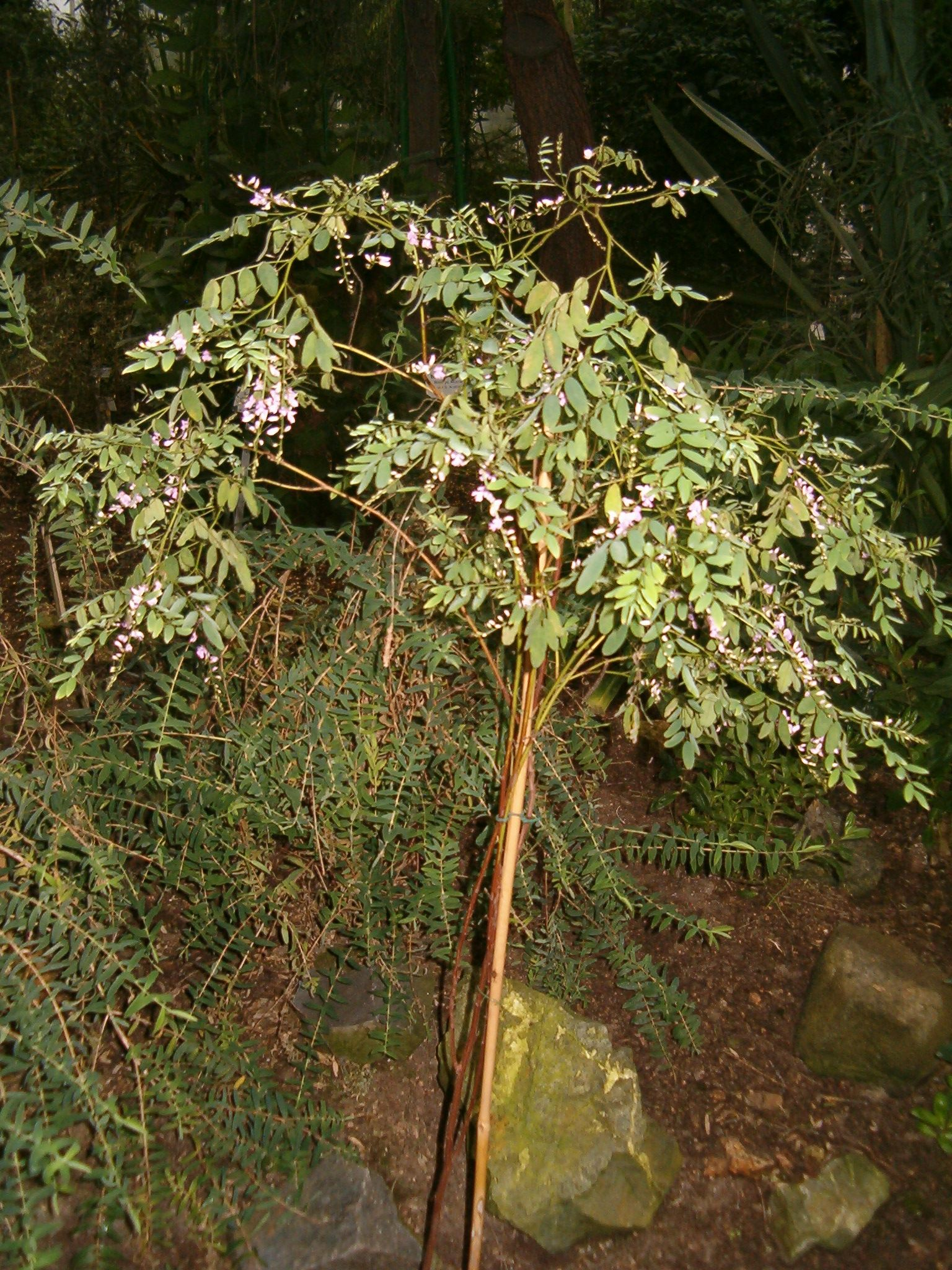
Indigofera australis

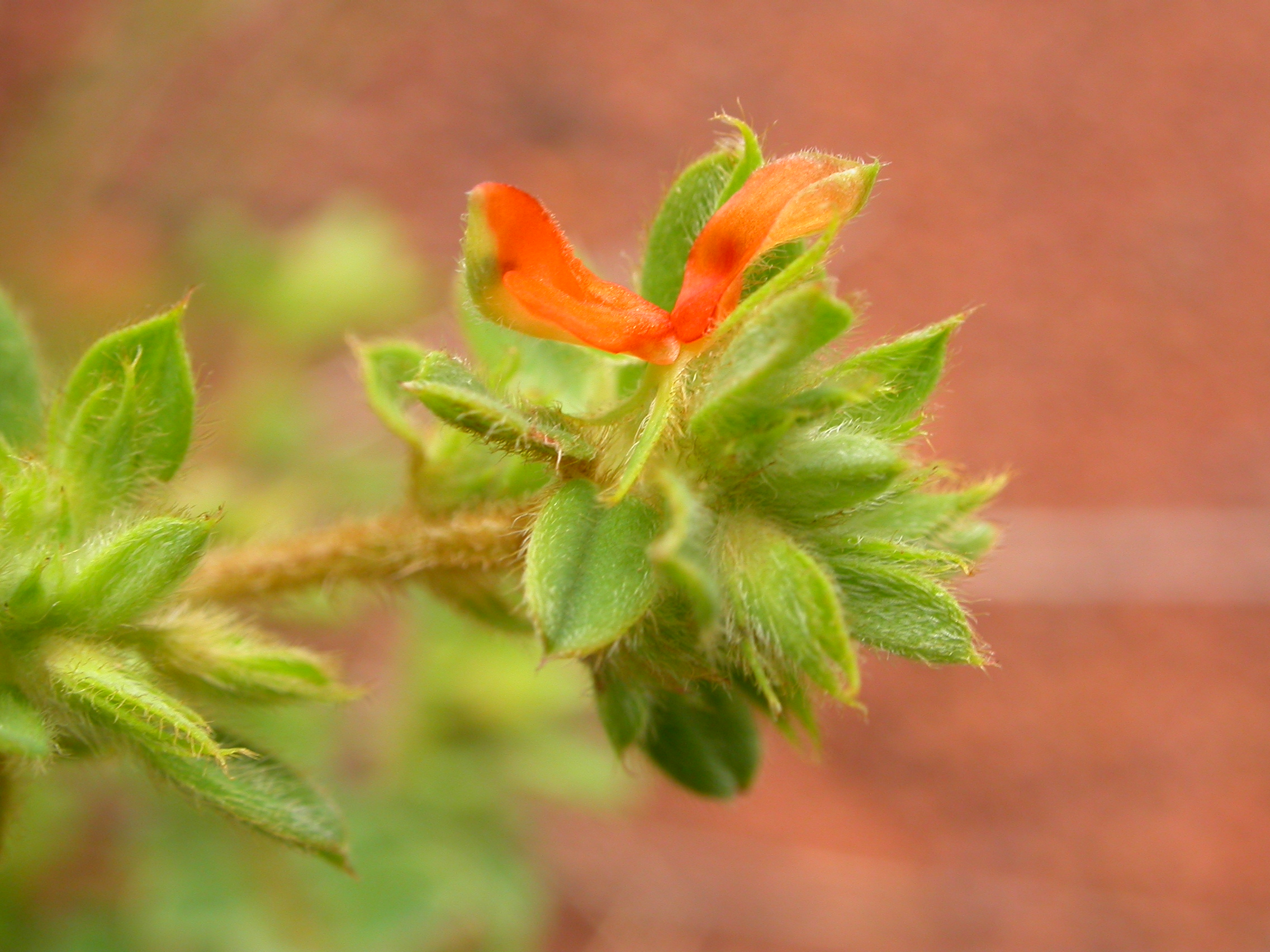
Indigofera bracteolata

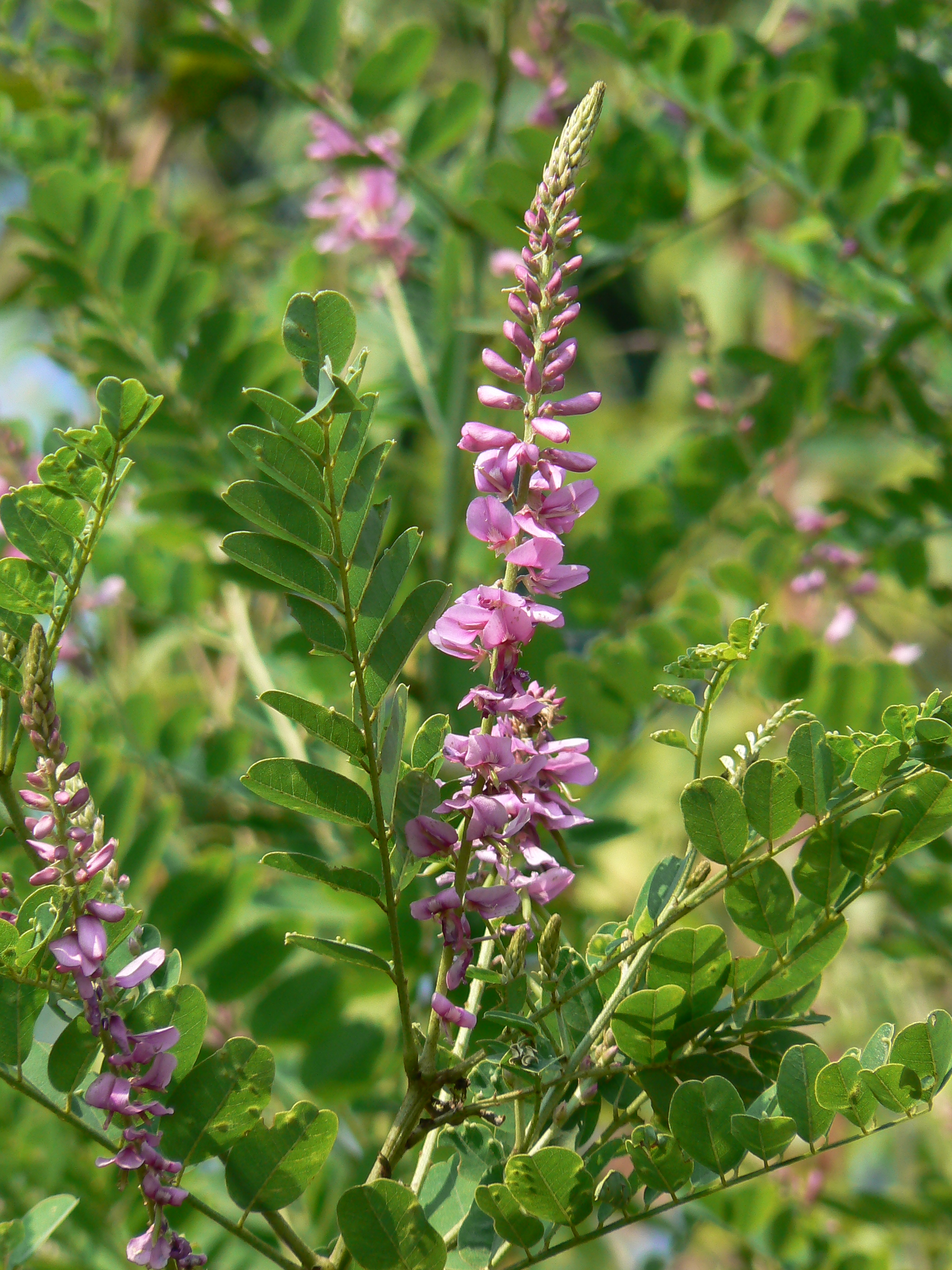
Indigofera cassioides

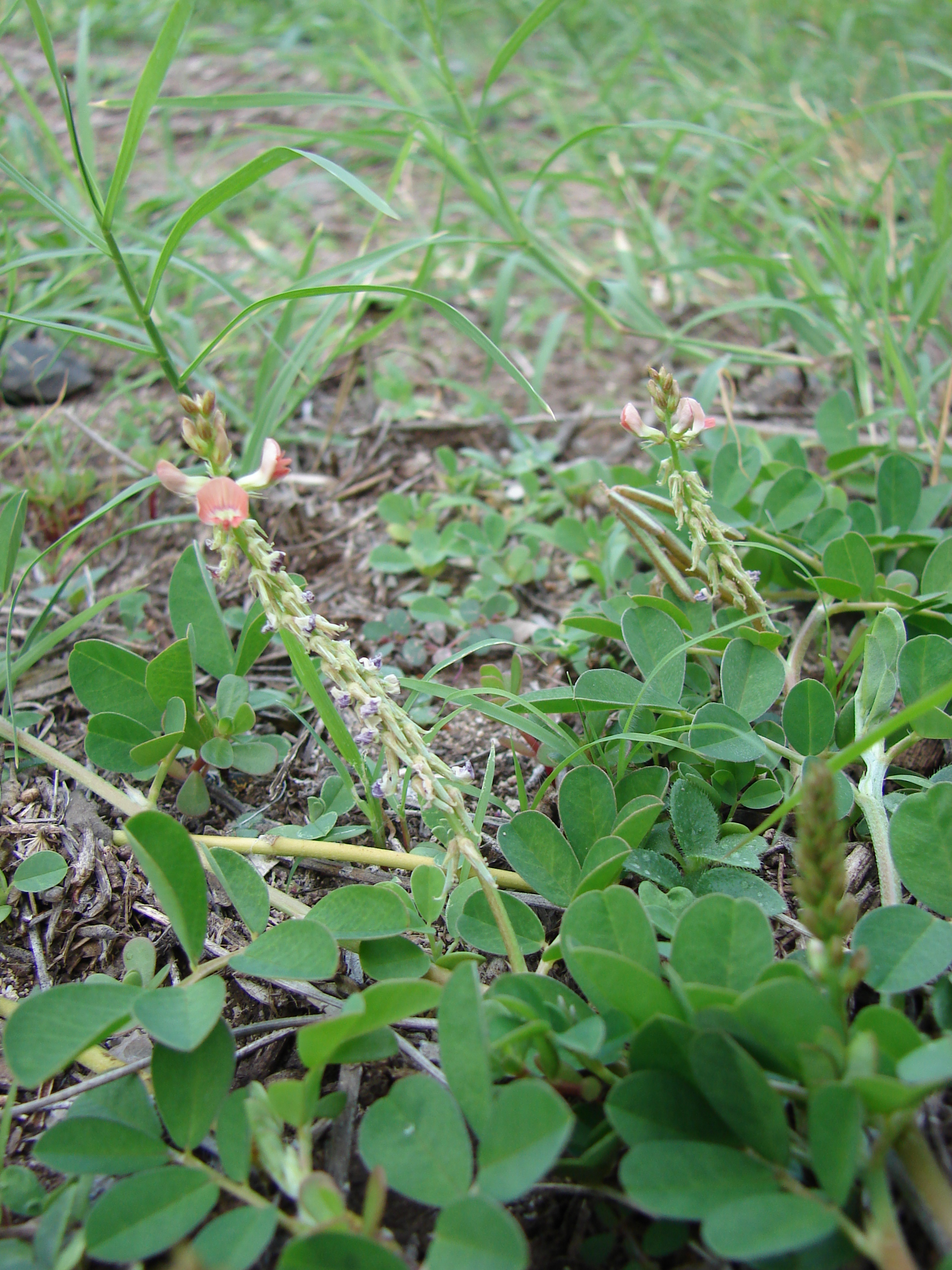
Indigofera hendecaphylla

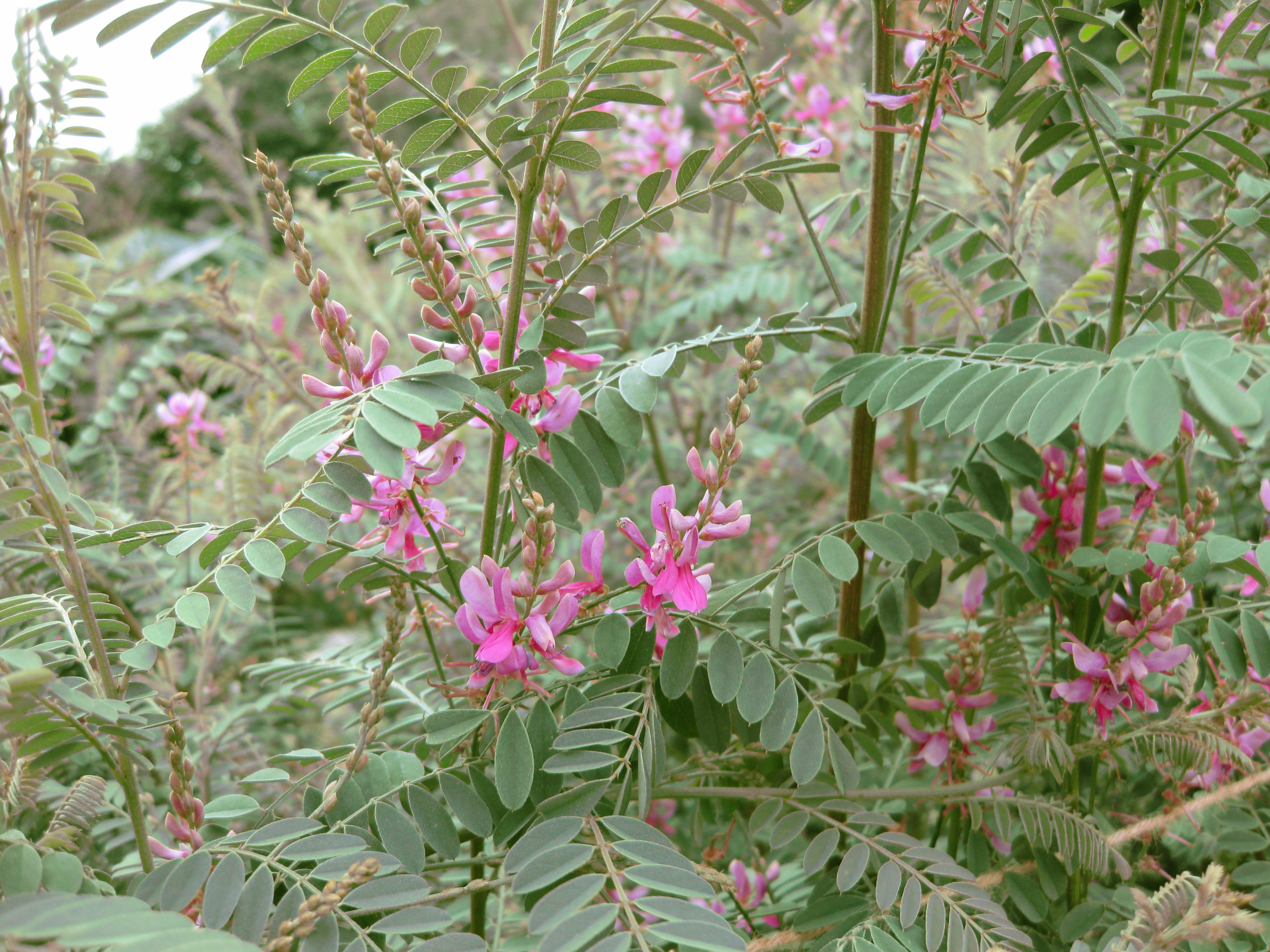
Indigofera heterantha

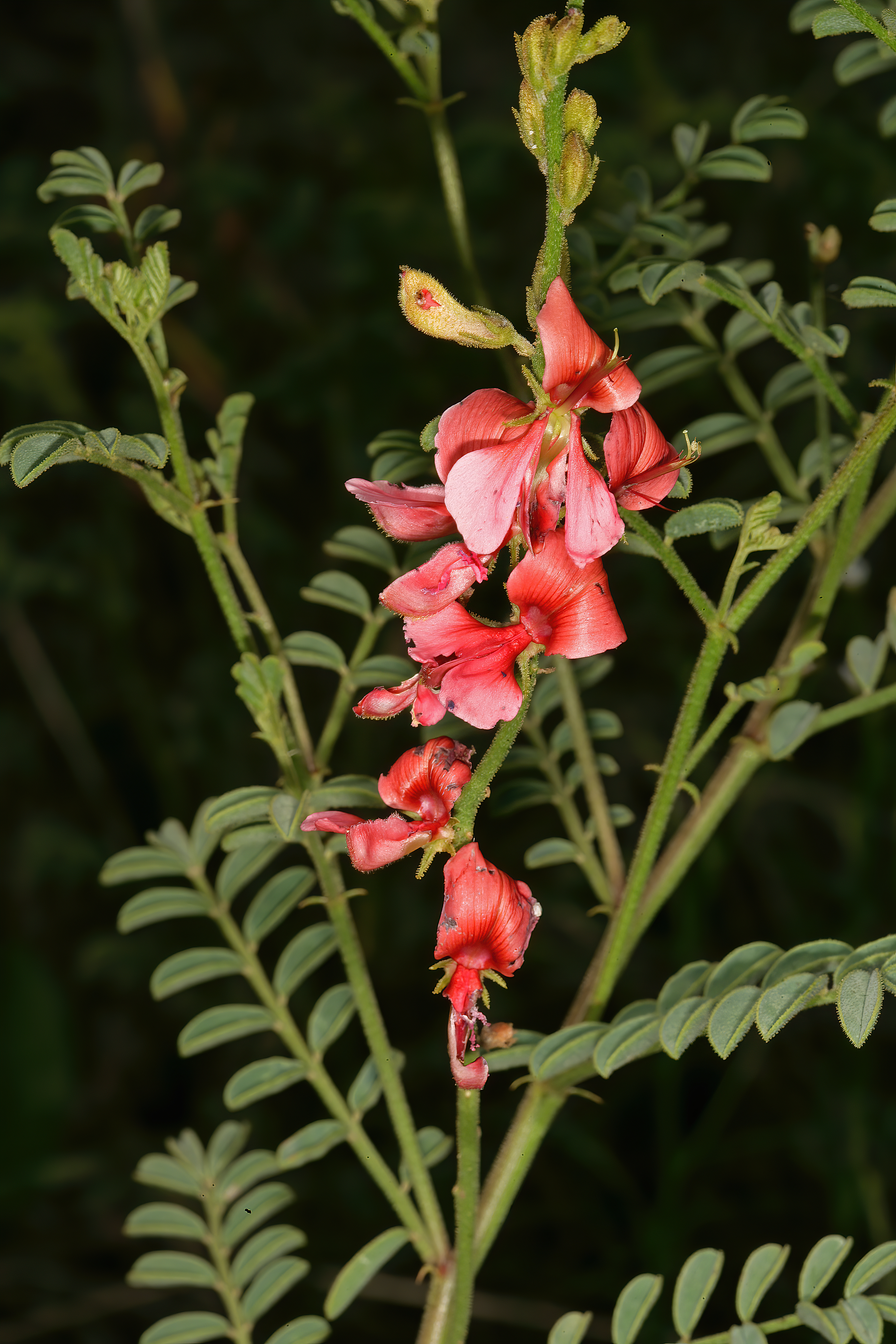
Indigofera heterotricha

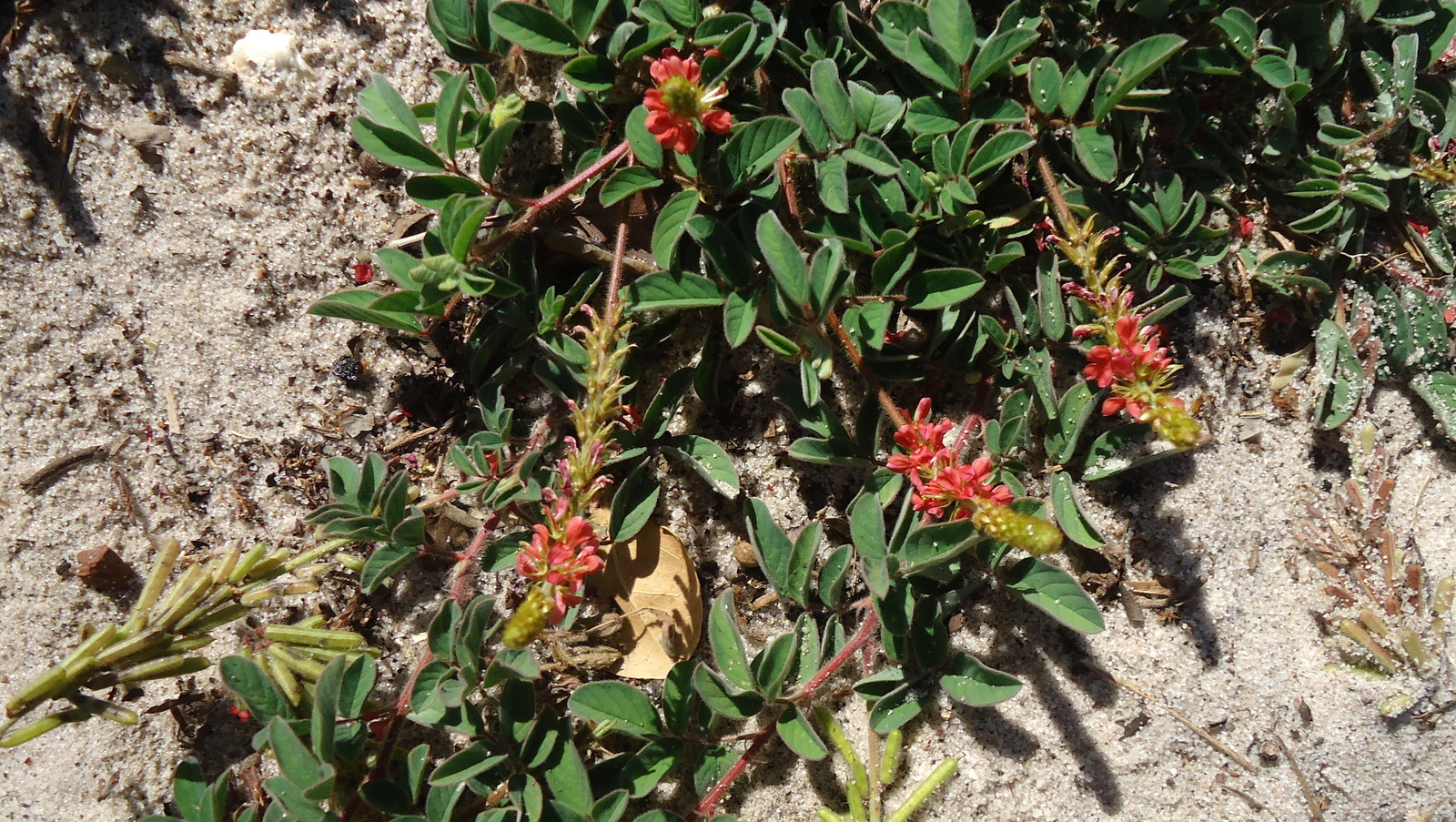
Indigofera hirsuta

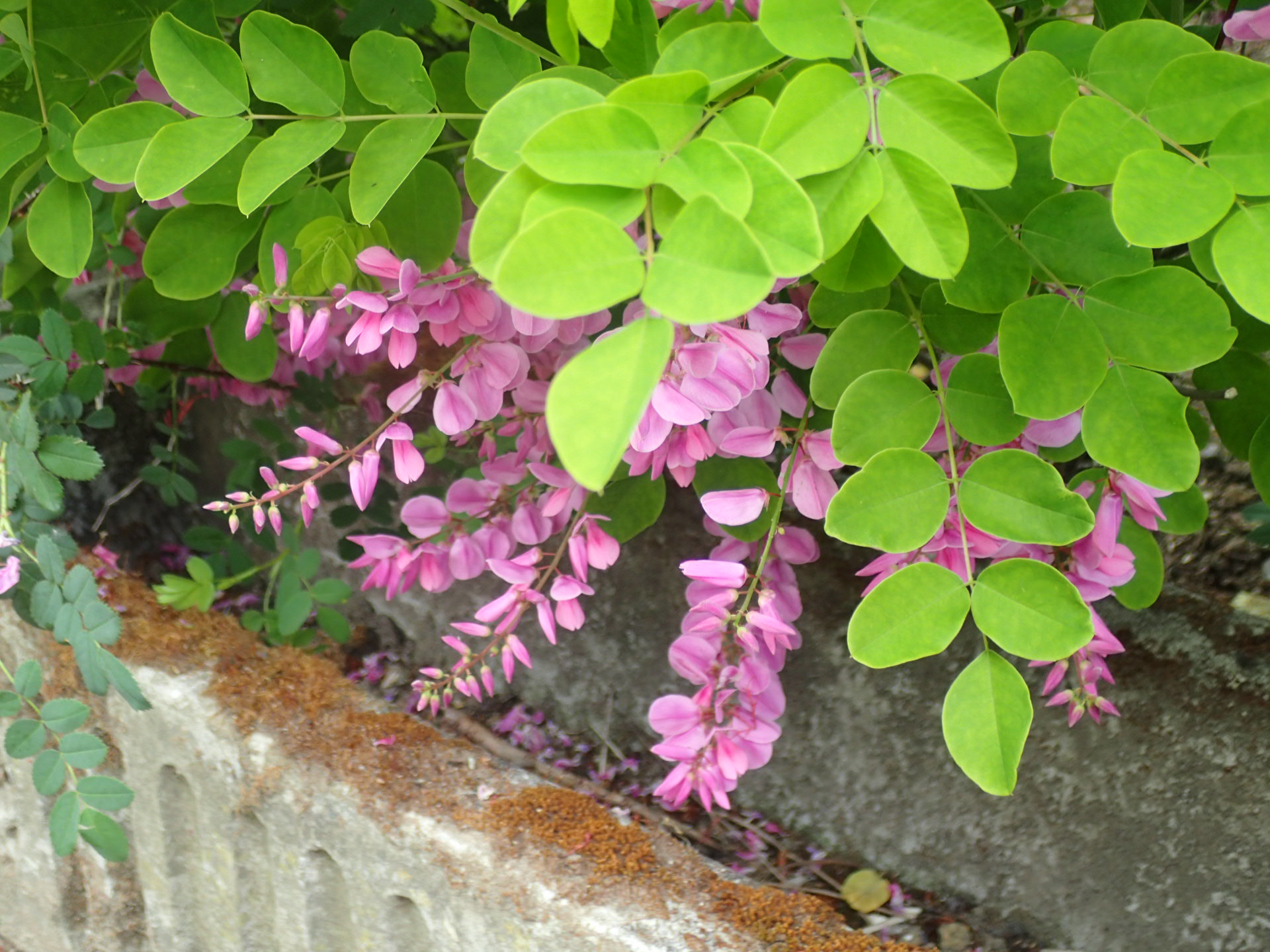
Indigofera kirilowii

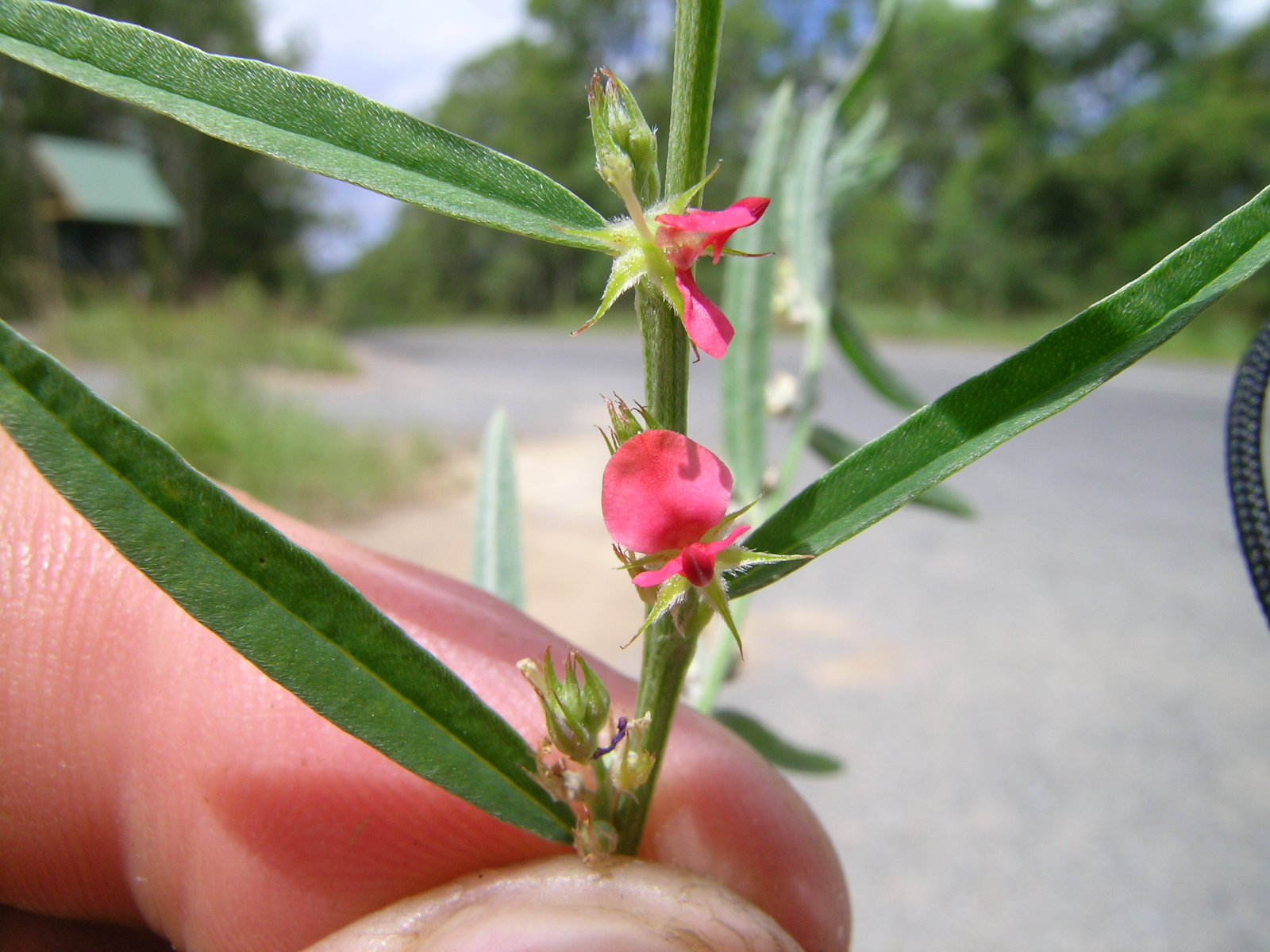
Indigofera linifolia

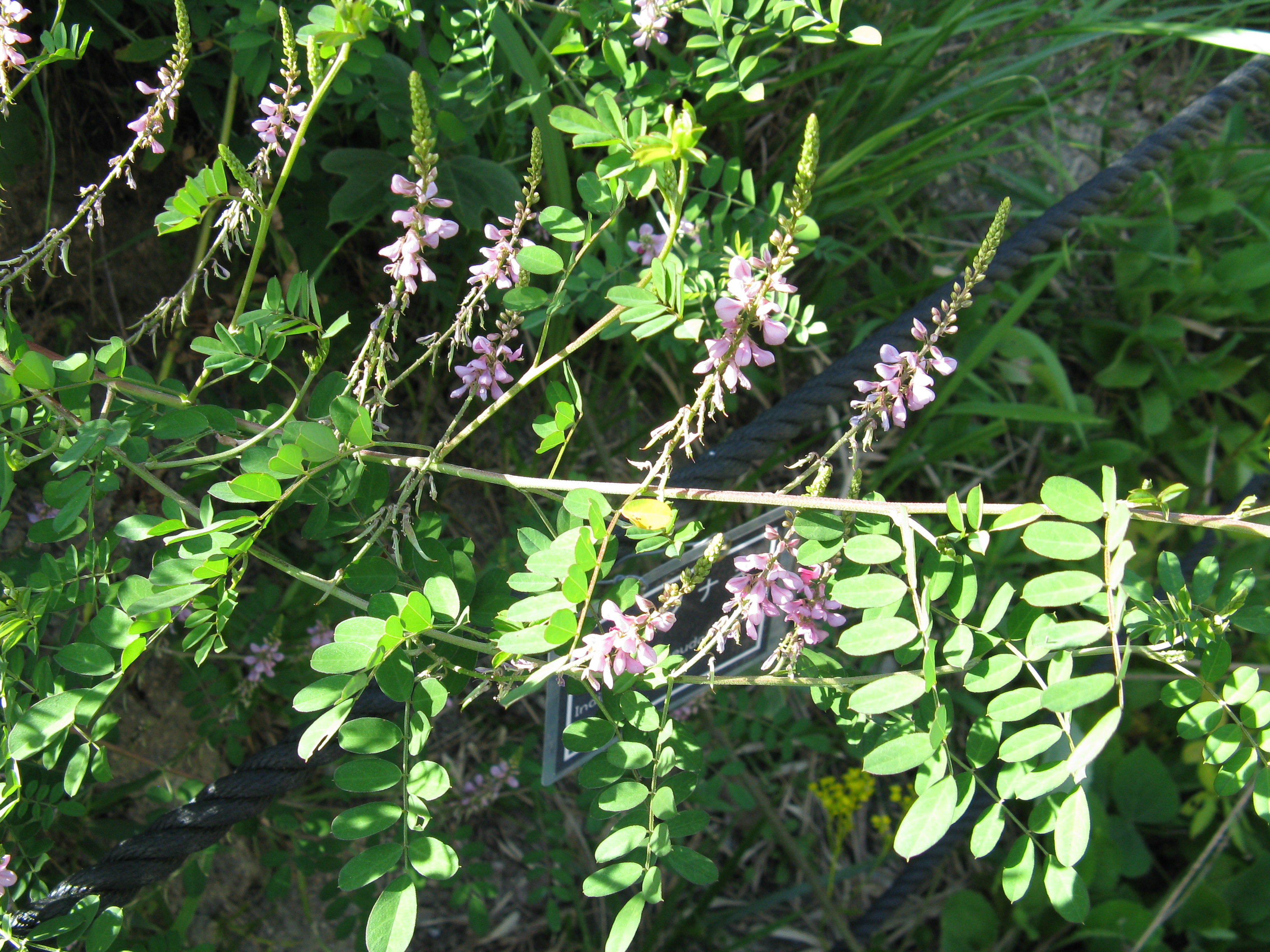
Indigofera pseudotinctoria

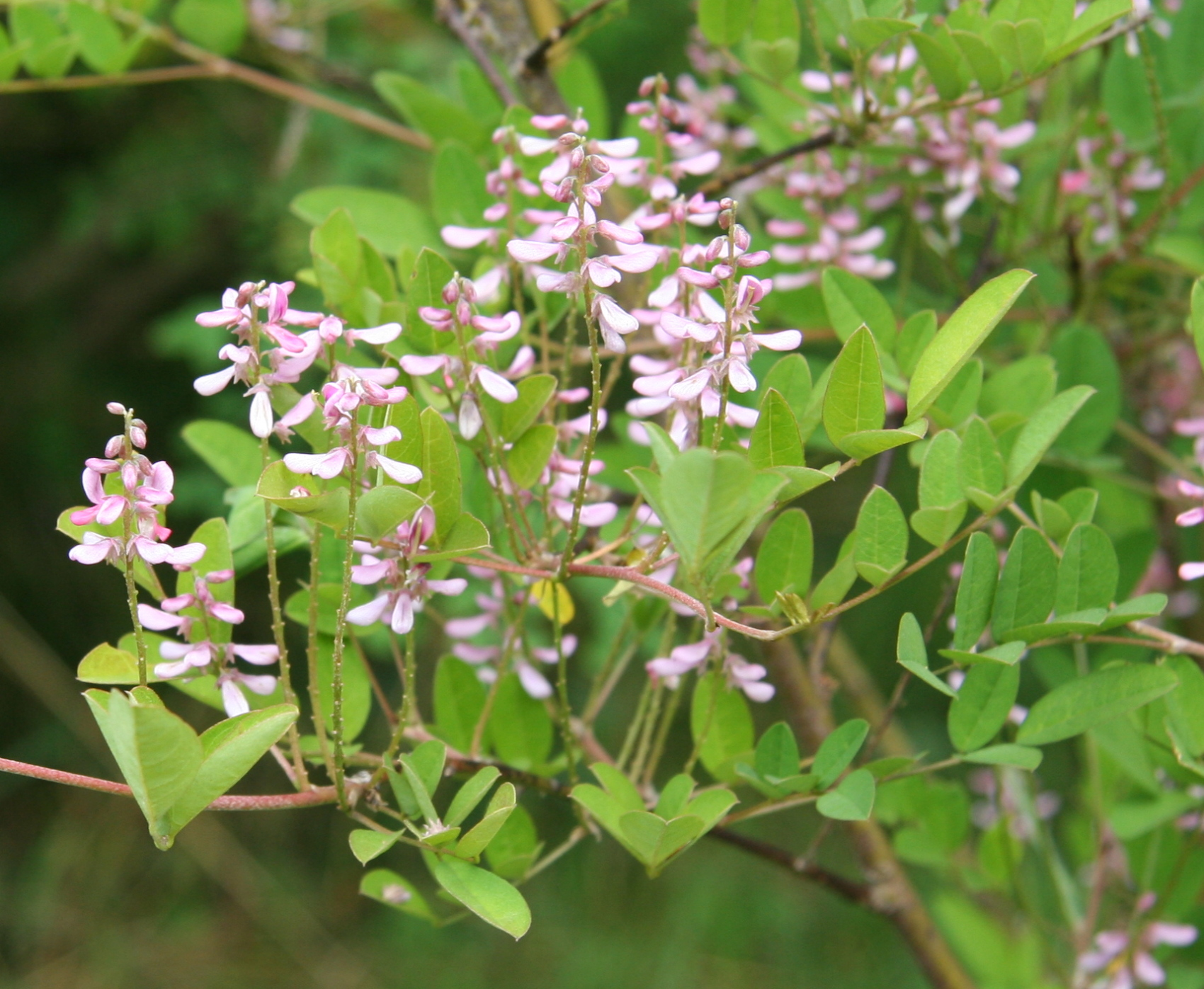
Indigofera potaninii

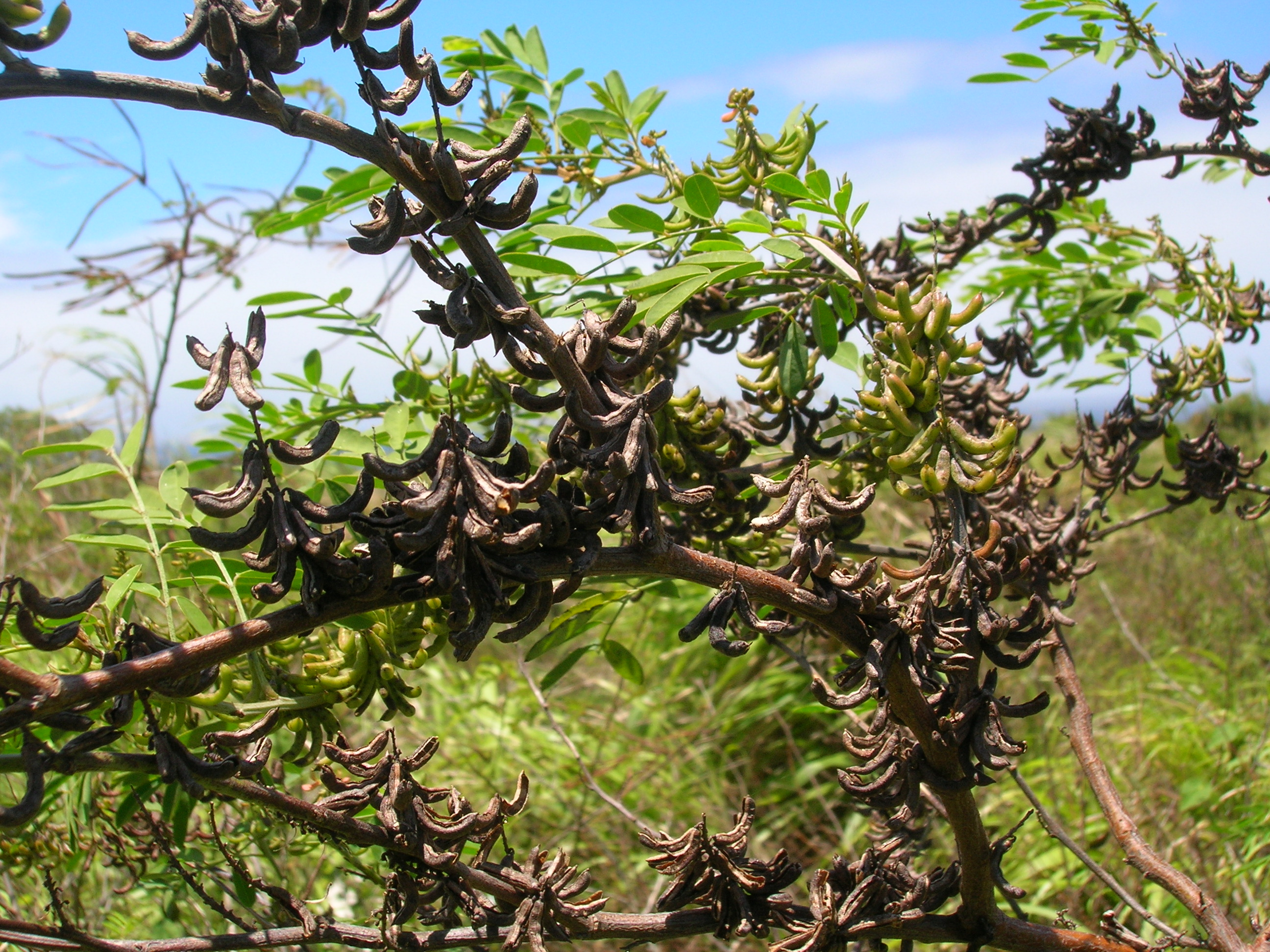
Indigofera suffruticosa fruchtend

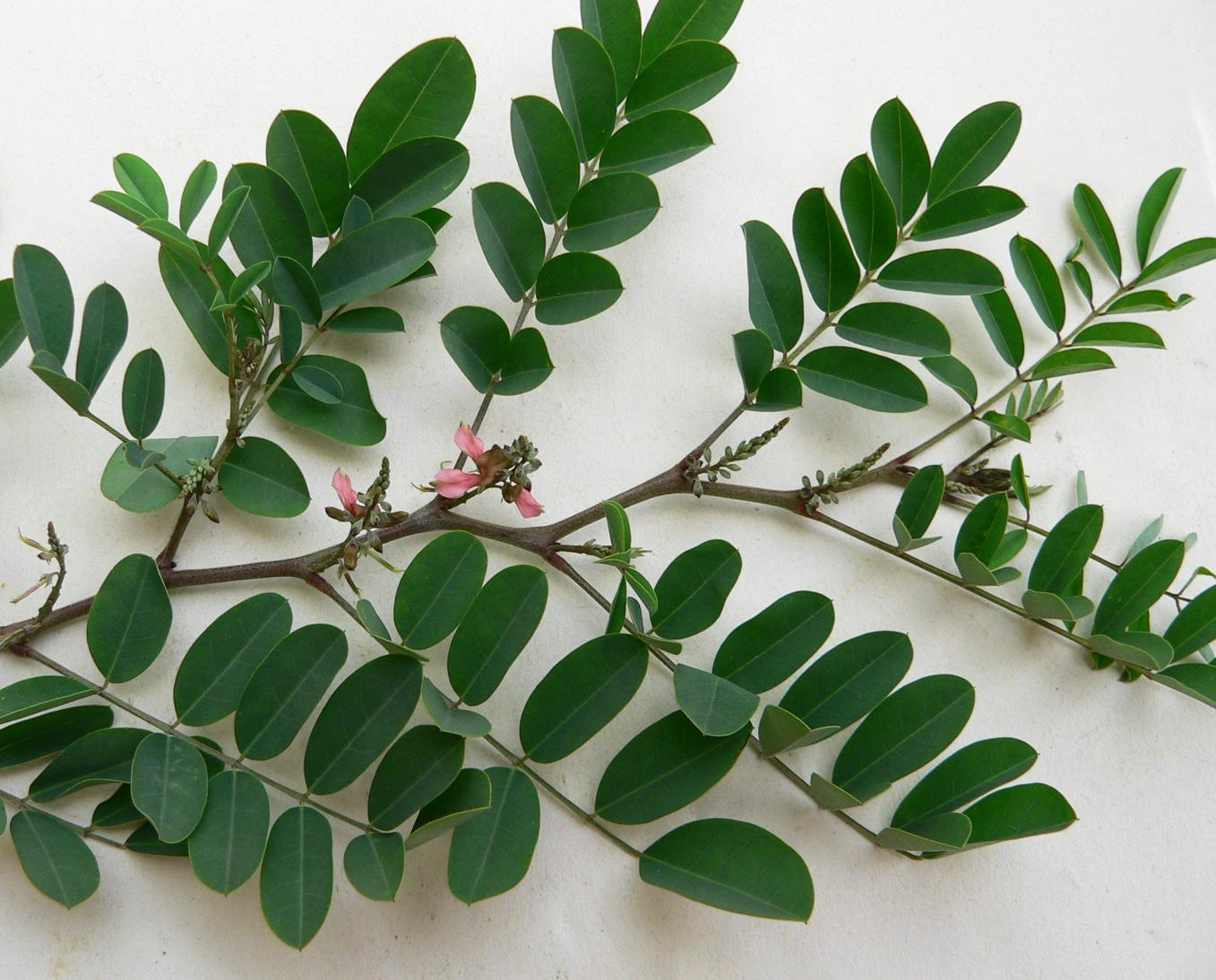
Indigofera tinctoria

### Arten
Es gibt etwa 700 Indigofera-Arten (Auswahl):
- Indigofera adenocarpa E.Mey.
- Indigofera adenoides Baker f.
- Indigofera alpina Eckl. & Zeyh.
- Indigofera alternans DC.
- Indigofera amblyantha Craib: Sie kommt in den chinesischen Provinzen Anhui, Chongqing, Gansu, Guizhou, Hebei, Henan, Hubei, NW Hunan, Jiangsu, NW Jiangxi, Shaanxi, Shanxi, Sichuan und Zhejiang vor.[4]
- Indigofera amoena Aiton
- Indigofera angustata E.Mey.
- Indigofera angustifolia L.
- Indigofera antunesiana Harms
- Indigofera aquae-nitensis Bremek.
- Indigofera arenophila Schinz
- Indigofera argentea Burm. f.
- Indigofera arrecta Hochst. ex A.Rich. non Benth. ex Harv.
- Indigofera articulata Gouan
- Indigofera aspalathoides Vahl ex DC.
- Indigofera aspera Perr. ex DC.
- Indigofera asperifolia Bong. ex Benth.
- Indigofera astragalina DC.
- Indigofera atriceps Hook. f.
- Indigofera atropurpurea Buch.-Ham. ex Hornem.: Sie kommt in Indien, Nepal, Bhutan, Kaschmir, Myanmar, Vietnam und in China vor.[4]
- Indigofera auricoma E.Mey.
- Indigofera australis Willd.
- Indigofera bainesii Baker
- Indigofera boviperda Morrison
- Indigofera brachynema J.B.Gillett
- Indigofera brachyodon Domin
- Indigofera brachystachya (DC.) E.Mey.
- Indigofera brevicalyx Baker f.
- Indigofera brevidens Benth.
- Indigofera brevipes (S.Watson) Rydb.
- Indigofera bungeana Walp.: Sie kommt in China, Japan und Korea vor.[4]
- Indigofera burchellii DC.
- Indigofera candicans Aiton
- Indigofera candolleana Meisn.
- Indigofera capillaris Thunb.
- Indigofera carlesii Craib: Sie kommt in den chinesischen Provinzen  Anhui, Henan, Hubei, Jiangsu, Jiangxi, Shaanxi, Shanxi und Zhejiang vor.[4]
- Indigofera caroliniana Mill.
- Indigofera cassioides Rottler ex DC.: Sie kommt in Bhutan, Indien, Laos, Myanmar, Nepal, Pakistan, Sri Lanka, Thailand, Vietnam, Guangxi und Yunnan vor.[4]
- Indigofera cecili N.E.Br.
- Indigofera charlierana Schinz
- Indigofera chuniana F.P.Metcalf
- Indigofera circinella Baker f.
- Indigofera circinnata Benth. ex Harv.
- Indigofera colutea (Burm. f.) Merr.: Sie kommt in Afrika, Asien, Australien und Neuseeland vor.[4]
- Indigofera comosa N.E.Br.
- Indigofera cordifolia B.Heyne ex Roth: Sie kommt im nordöstlichen Afrika, in Südwest- und Südasien, in China und im nördlichen Australien vor.[4]
- Indigofera cryptantha Benth. ex Harv.
- Indigofera cuneata Baker ex Oliv.
- Indigofera cuneifolia Eckl. & Zeyh.
- Indigofera cylindracea Wall. ex Baker: Sie kommt in Indien, Bhutan, Nepal, Myanmar und im südlichen Tibet in Höhenlagen von 2200 bis 2400 Metern Meereshöhe vor.[4]
- Indigofera cytisoides (L.) L.
- Indigofera daleoides Benth. ex Harv.
- Indigofera decora Lindl.: Sie kommt in 4 Varietäten in China und in Japan vor.[4]
- Indigofera delagoaensis J.B.Gillett
- Indigofera demissa Taub.
- Indigofera dendroides Jacq.
- Indigofera denudata L. f.
- Indigofera digitata L. f.
- Indigofera dimidiata Walp.
- Indigofera diphylla Vent.
- Indigofera disjuncta J.B.Gillett
- Indigofera dosua Buch.-Ham. ex D.Don: Sie kommt in Bhutan, Indien, Indonesien, Laos, Myanmar, Nepal, Thailand, Vietnam und in Yunnan vor.[4]
- Indigofera dregeana E.Mey.
- Indigofera dyeri Britten
- Indigofera egens N.E.Br.
- Indigofera emarginella Steud. ex A.Rich.
- Indigofera erecta Thunb.
- Indigofera eriocarpa E.Mey.
- Indigofera erythrogramma Welw. ex Baker
- Indigofera evansiana Burtt Davy
- Indigofera eylesiana J.B.Gillett
- Indigofera fanshawei J.B.Gillett
- Indigofera filicaulis Eckl. & Zeyh.
- Indigofera filifolia Thunb.
- Indigofera filiformis L. f.
- Indigofera filipes Benth. ex Harv.
- Indigofera flabellata Harv.
- Indigofera flavicans Baker
- Indigofera foliosa E.Mey.
- Indigofera fortunei Craib: Sie kommt in den chinesischen Provinzen Anhui, Henan, Hubei, Jiangsu, Jiangxi, Shaanxi und Zhejiang vor.[4]
- Indigofera frutescens L. f.
- Indigofera fulvopilosa Brenan
- Indigofera gairdnerae Hutch. ex Baker f.
- Indigofera galegoides DC.: Sie kommt von Indien bis China, Indonesien und den Philippinen vor.[4]
- Indigofera garckeana Vatke
- Indigofera glandulosa J.C.Wendl.
- Indigofera glaucescens Eckl. & Zeyh.
- Indigofera glomerata E.Mey.
- Indigofera griseoides Harms
- Indigofera hamiltonii Graham ex Duthie & Prain: Sie kommt in Indien und im westlichen Yunnan vor.[4]
- Indigofera hebepetala Benth. ex Baker: Sie kommt in Pakistan, Indien, Nepal, Bhutan und Tibet in Höhenlagen von 1700 bis 2900 Metern Meereshöhe vor.[4]
- Indigofera hedyantha Eckl. & Zeyh.
- Indigofera hendecaphylla Jacq.
- Indigostrauch (Indigofera heterantha Wall. ex Brandis)
- Indigofera heterophylla Thunb.
- Indigofera heterotricha DC.
- Indigofera heudelotii Benth. ex Baker
- Indigofera hewittii Baker f.
- Indigofera hilaris Eckl. & Zeyh.
- Indigofera himalayensis Ali
- Indigofera hirsuta L.: Sie kommt in Afrika, Asien, im nördlichen Australien und auf pazifischen Inseln vor.[4]
- Indigofera hispida Eckl. & Zeyh.
- Indigofera hochstetteri Baker
- Indigofera holubii N.E.Br.
- Indigofera humifusa Eckl. & Zeyh.
- Indigofera incana Thunb.
- Indigofera suffruticosa Mill.: Sie ist im tropischen Amerika beheimatet, wird aber vielfach im tropischen und subtropischen Asien kultiviert.[4]
- Indigofera tinctoria L.: Sie ist im tropischen Afrika und Asien weit verbreitet.[4]

## Nutzung
Einige Arten (Indigofera tinctoria, Indigofera suffruticosa, Indigofera articulata, Indigofera arrecta) werden zum Färben beziehungsweise zur Gewinnung des Farbstoffs Indigo genutzt, andere zur Gründüngung oder als Futterpflanzen. In einigen Arten wie Indigofera endecaphylla, Indigofera mucronata und wahrscheinlich einigen weiteren kommen die Substanzen Indospicin, Canavanin und Hiptagensäure vor. Diese lösen Erbschäden aus und werden für spezielle Pferdekrankheiten verantwortlich gemacht.

## Bilder
Indigofera decora:

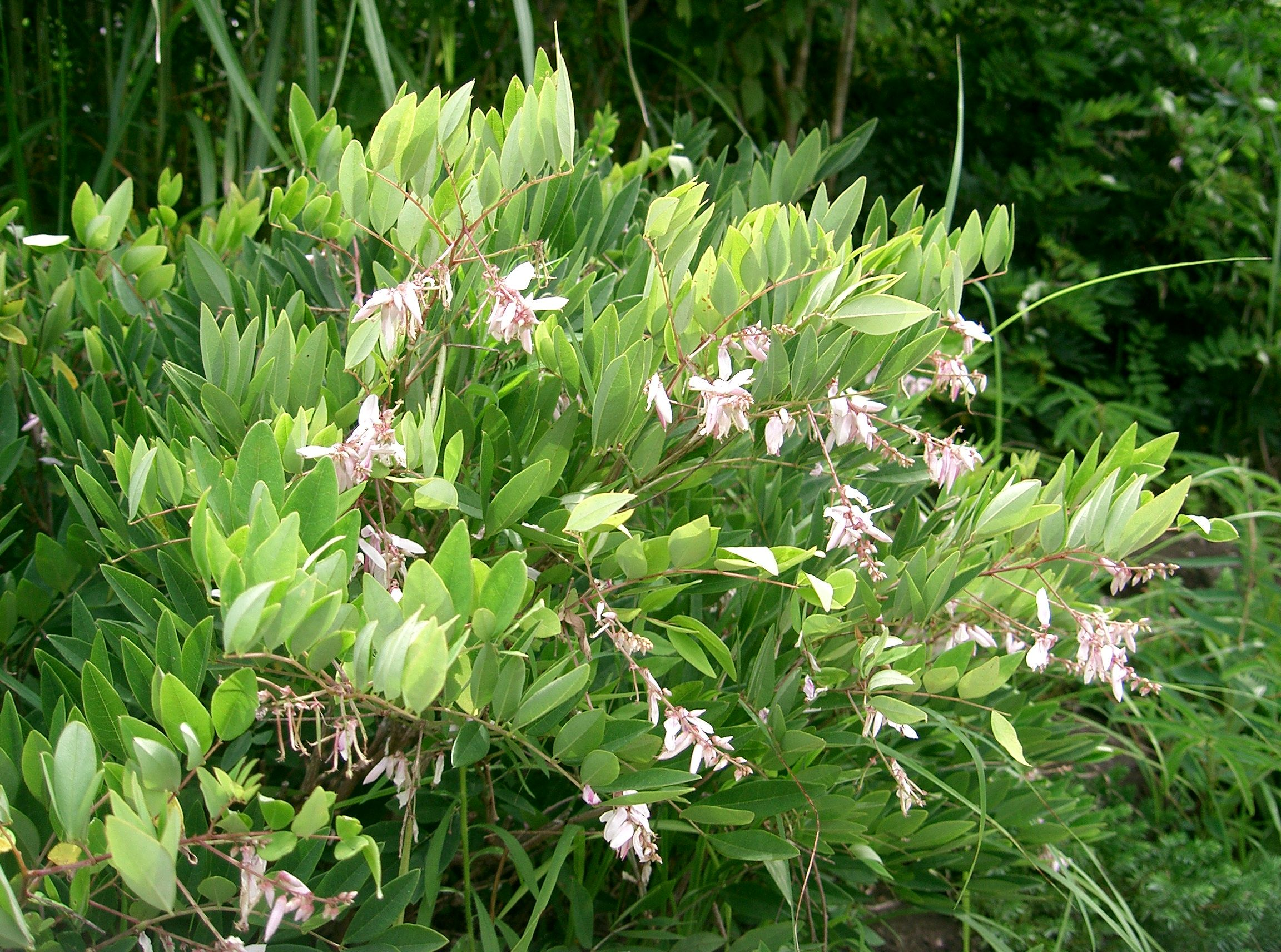
Habitus
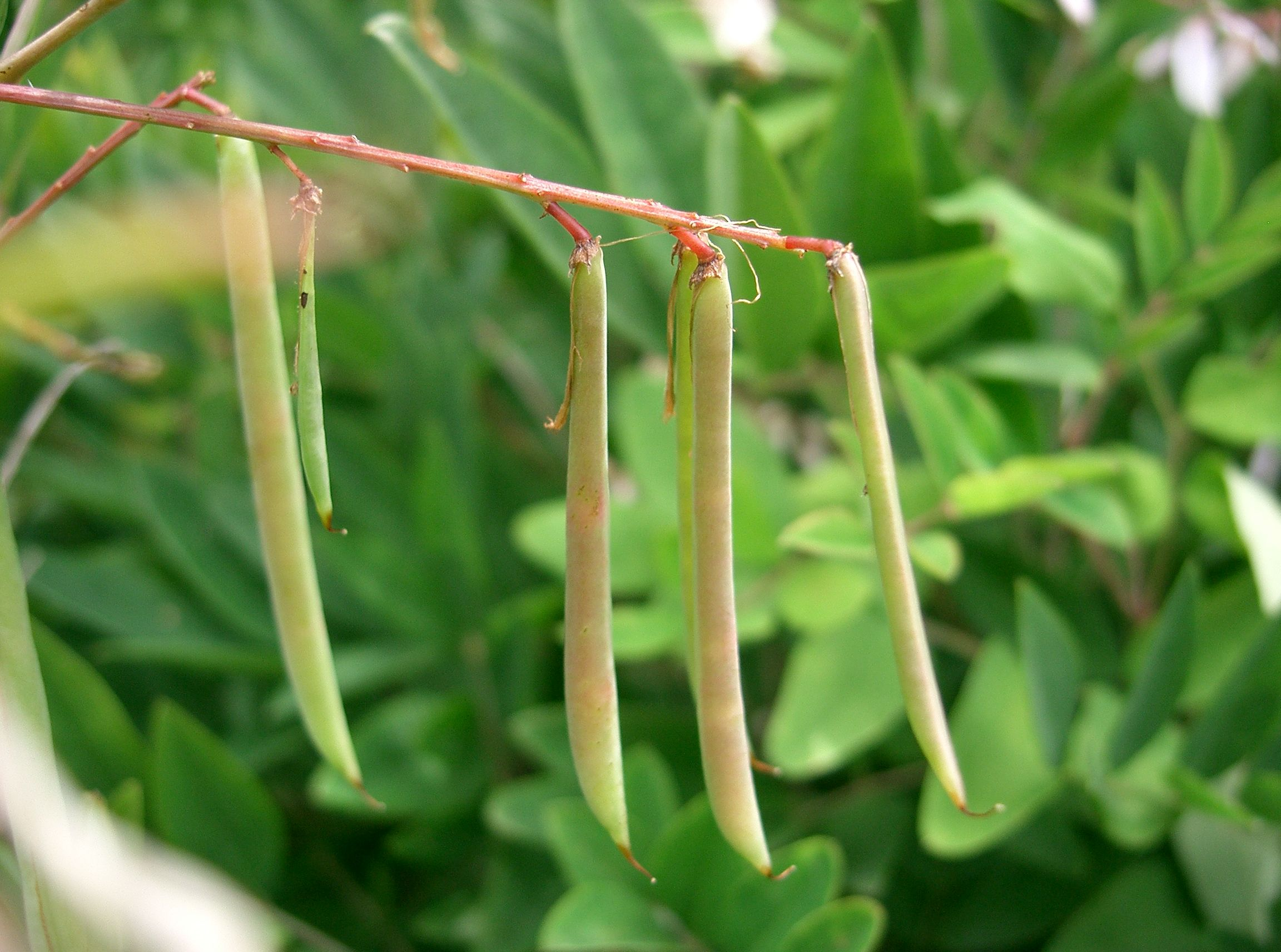
Hülsenfrüchte
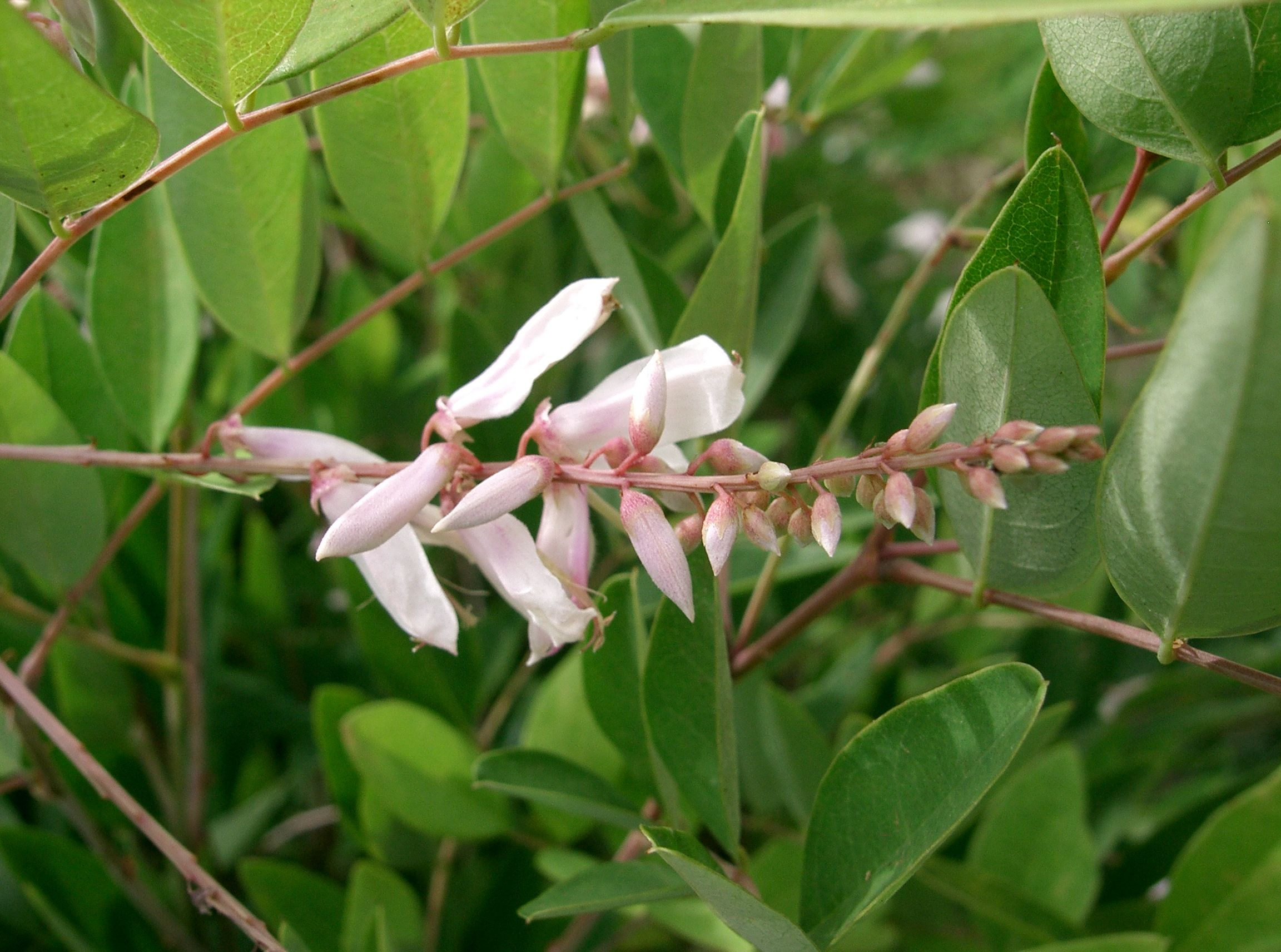
Blütenstand

Indigofera astragalina:

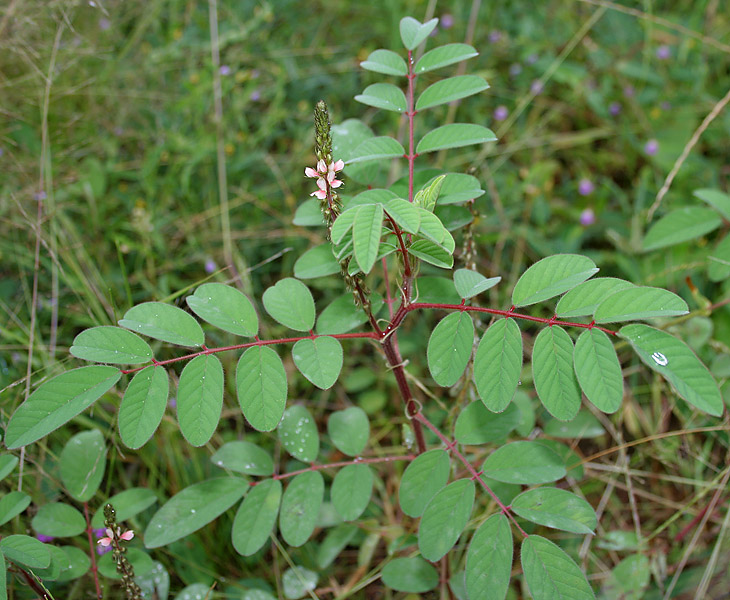
Habitus
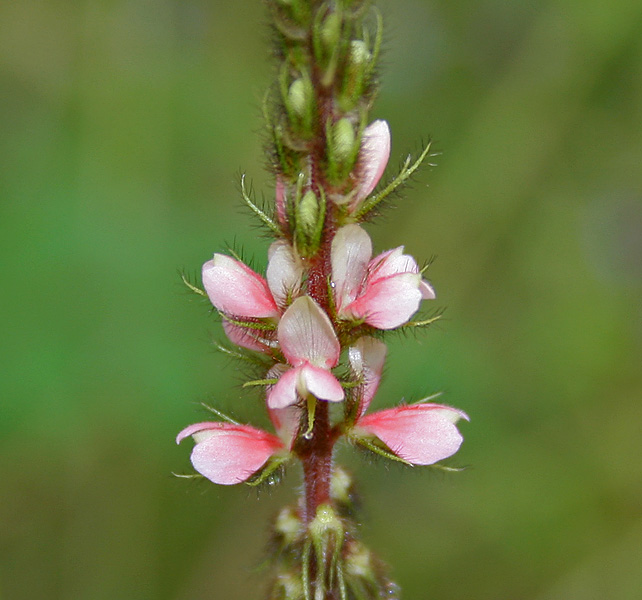
Blütenstand